# لسلی والینت
لسلی والینت (انگلیسی: Leslie G. Valiant؛ زادهٔ ۲۸ مارس ۱۹۴۹) دانشمند علوم رایانه و نظریه‌پرداز محاسباتی بریتانیایی آمریکایی است. او در حال حاضر پروفسور تی جفرسون کولیج در علوم رایانه و ریاضیات کاربردی در دانشگاه هاروارد است.
والینت در سال ۲۰۱۰ به عنوان یک قهرمان در علم کامپیوتر نظری و الگویی برای شجاعت و خلاقیت در پرداختن به برخی از عمیق‌ترین مشکلات حل نشده در علم رایانه؛ به ویژه برای "ترکیب چشمگیر عمق و وسعت" جایزه تورینگ را از طرف انجمن ماشین‌های حسابگر A.C.M دریافت کرد.

## تحصیلات
والینت در کالج کینگ، کمبریج، امپریال کالج لندن و دانشگاه واریک جایی که در سال ۱۹۷۴ پی‌اچ‌دی علوم رایانه را دریافت کرد، تحصیل کرده است.

## حرفه و تحقیق
والینت به دلیل کارش در علم نظری رایانه شهرت جهانی دارد. در میان بسیاری از مشارکت‌های او در نظریه پیچیدگی محاسباتی، او مفهوم "کامل-P تیز" (#P-completeness) را معرفی کرد تا توضیح دهد چرا مسائل شمارش و قابلیت اطمینان غیرقابل حل هستند. او همچنین مدل «یادگیری احتمالا تقریبا صحیح» (PAC) را معرفی کرد که به رشد زمینه تئوری یادگیری محاسباتی کمک کرده است. در سیستم‌های رایانه، او بیشتر به خاطر معرفی مدل پردازش موازی همزمان فله‌ای شناخته شده است. کار قبلی او در نظریه اتوماتا شامل الگوریتمی برای تجزیه بدون زمینه بود که (تا سال ۲۰۱۰) هنوز هم از لحاظ مجانبی سریعترین شناخته شده است. او همچنین در علوم اعصاب محاسباتی با تمرکز بر درک حافظه و یادگیری تحقیق می‌کند. 

## جوایز و افتخارات
والینت جایزه نوانلینا را در سال ۱۹۸۶، جایزه کنوت را در سال ۱۹۹۷، جایزه ای‌ا‌تی‌سی‌اس را در سال ۲۰۰۸ و جایزه تورینگ را در سال ۲۰۱۰ دریافت کرد. او در سال ۱۹۹۱ به عنوان عضو انجمن سلطنتی (FRS)، عضو انجمن پیشرفت هوش مصنوعی (AAAI) در سال ۱۹۹۲ و عضو آکادمی ملی علوم ایالات متحده در سال ۲۰۰۱ انتخاب شد.

## زندگی شخصی
دو پسر او گریگوری والینت و پل والینت هر دو دانشمندان نظری کامپیوتر هستند.